# 스콰이어 (기업)

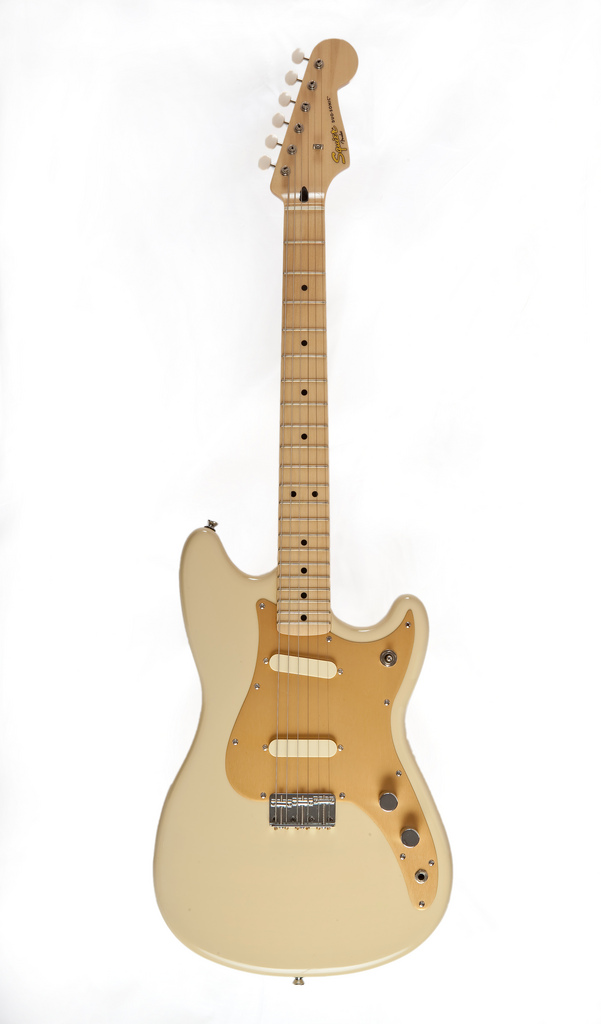
스콰이어 기타

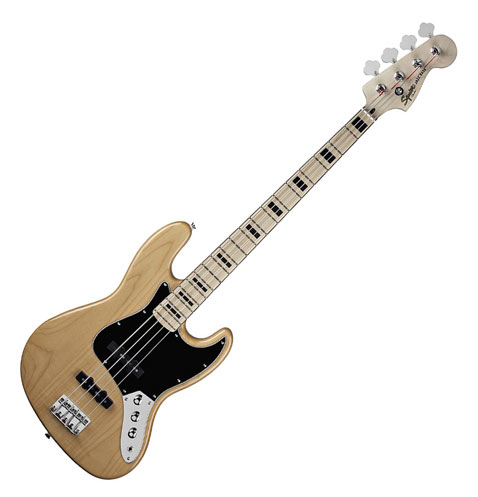
스콰이어 베이스

스콰이어(Squier)는 미국의 악기 제조 회사인 펜더(Fender)의 저가형 모델을 생산하는 하위 라인이다.

## 역사

### Fender 인수 전
19세기 후반 미시건 주의 배틀 크리크에 온 영국 이민자인 J.B. 스콰이어(Jerome Bonaparte Squier)는 농부이자 바이올린 제작자였다. 그는 1881년 아들인 V.C. 스콰이어(Victor Carroll Squier)와 함께 보스턴으로 이주하여 바이올린을 수리하고 제작했다. V.C. 스콰이어는 1890년 배틀 크리크로 돌아와서 그가 운영하는 가게를 열었고, 사업이 확장함에 따라 429 레이크 가와 427 케피톨 가로 옮겼다.
1900년도까지 최고의 바이올린 스트링은 유럽에서 만들어졌다. V.C. 스콰이어 사는 수제 바이올린 스트링을 만들기 시작했고, 사업은 급속도로 성장해서 스콰이어는 제작 기구를 발재봉틀에서 스트링 와인더로 교체하여 하루에 1000개의 질 좋은 스트링을 만들 수 있었다. 스콰이어의 바이올린 스트링과 기타 스트링은 전국적으로 유명해졌고, 특히 비싸지 않은 가격으로 학생들 사이에서 인기 있었다.
1930년대에 들어서 V.C. 스콰이어 사는 전기악기를 위한 스트링을 만들기 시작했다. 스콰이어가 남부 캘리포니아의 발명가이자 사업가인 레오 펜더의 일렉 기타에 스트링을 공급하기 시작하면서 펜더 사와의 관계가 시작됐다.  스콰이어 사는 1963년 펜더의 공식 용품 제작사로 지정되었고, 1965년 펜더가  V.C. 스콰이어 사를 인수했다.

### Fender 인수 후
스콰이어 기타가 생기기 전, 펜더는 캘리포니아 플러튼 공장에서 저가형 모델을 만들고 있었다. 스콰이어가 생기기 전 펜더는 저가형 모델은 절대 스트라토캐스터나 텔레캐스터와 같은 메인 모델을 기반으로 디자인하지 않고, 항상 다른 디자인을 사용했다.
1970년대 후반에서 1980년대 초, 펜더는 일본에서 만들어지는 카피본들과 경쟁을 벌이고 있었다. 이 일제 기타들은 펜더의 기타를 노골적으로 모방했으며, 디자인은 거의 유사했으나 가격은 훨씬 낮았다. 미국에서 만들어지는 비싼 기타는 일제 기타와 가격 면에서 경쟁이 되지 않았다. 이에 따라 펜더는 1982년 3월, 펜더 기타를 공식적으로 일본에서 제작하는 기업인 Fender Japan을 설립한다.
Fender Japan 설립 이전 펜더는 일본에서 토카이(Tokai), 그레코(Greco) 같은 일본 기업에게도 판매량이 뒤쳐졌고, 그래서 Fender Japan의 설립이 일본에서의 펜더 기타 판매량 뿐만 아니라 전세계 판매량을 높일 거라고 예상되었다. 여러 악기 유통회사들과 협상한 결과, 칸다 쇼카이와 야마노 악기와 함께 Fender Japan를 설립하기로 했다. 칸다 쇼카이는 펜더 카피본을 만드는 그레코(Greco)라는 브랜드를 가지고 있었는데, 펜더와의 계약 조건 중 하나가 그레코 기타 제작을 중단하는 것이었다. 이는 펜더는 일본 시장에서 카피본이 없어져서 좋고, 칸다 쇼카이는 일본에서 정식 펜더 기타를 만들 수 있게 되어서 좋은 양측이 모두 이득을 보는 조건이었다. 후에 토카이(Tokai)가 처음으로 생산에 들어갈 예정이었으나, 협상 실패로 후지겐 악기에서 생산을 시작했다.
첫 Fender Japan은 1982년 생산됐다. 미국 펜더의 재료와 기술 지원과 함께 일본의 생산 시설들은 앞서 언급했던 펜더 카피본을 만들던 공장들까지 흡수했다. 1982년 5월까지 Fender Japan은 6개의 모델('57 스트라토캐스터, '62 스트라토캐스터, '52 텔레캐스터, '57 프레시전 베이스, '62 프레시전 베이스, '62 재즈 베이스)을 생산했다.
한편 아시아에서 만들어진 펜더 카피본들이 유럽에서 급증하자, 펜더는 그에 경쟁할 만한 낮은 가격대의 기타를 만들었다. 그 기타에게 한참동안 사용하지 않던 '스콰이어(Squier)'라는 이름이 부활하고, 새 Fender Japan 빈티지 모델의 수출 버전에게 이름 붙여졌다.

## 제작 기타 라인업
- 불렛(Bullet) 시리즈
- 어피니티(Affinity) 시리즈
- 스탠다드(Standard) 시리즈
- 디럭스(Deluxe) 시리즈
- 빈티지 모디파이드(Vintage modified) 시리즈
- 클래식 바이브(Classic vibe) 시리즈
- 아티스트(Artist) 시리즈

## 참고 문헌
1. 1 2  “Squier Electric Guitars | Fender”. 2009년 7월 9일에 원본 문서에서 보존된 문서. 2021년 4월 14일에 확인함.